# Lillington
Lillington è una città degli Stati Uniti d'America situata nella Carolina del Nord, nella Contea di Harnett, della quale è anche il capoluogo.